# Eris flava
Eris flava är en spindelart som först beskrevs av Peckham, Peckham 1888.  Eris flava ingår i släktet Eris och familjen hoppspindlar. Inga underarter finns listade i Catalogue of Life.